# Johannes Dale
Johannes Dale (ur. 23 maja 1997 w Lørenskog) – norweski biathlonista, trzykrotny medalista mistrzostw świata.

## Kariera
Po raz pierwszy na arenie międzynarodowej pojawił się w 2017 roku, kiedy wystąpił na mistrzostwach świata juniorów w Osbrlie. Był tam między innymi drugi w sztafecie. Podczas rozgrywanych rok później mistrzostw świata juniorów w Otepää powtórzył ten wynik, zdobywając dodatkowo brązowy medal w biegu pościgowym.
W Pucharze Świata zadebiutował 20 grudnia 2018 roku w Novym Měscie, zajmując 15. miejsce w sprincie. Tym samym zdobył również swoje pierwsze punkty w Pucharze Świata. Pierwszy raz na podium zawodów tego cyklu stanął 11 grudnia 2020 roku w Hochfilzen, gdzie wygrał rywalizację w tej samej konkurencji. Wyprzedził tam dwóch Francuzów: Quentina Fillona Mailleta i Fabiena Claude'a.
Na mistrzostwach świata w Rasen-Antholz w 2020 roku wspólnie z Vetle Sjåstadem Christiansenrm, Tarjei Bø i Johannesem Thingnesem Bø zdobył srebrny medal w sztafecie. Na tej samej imprezie był też między innymi ósmy w biegu masowym oraz dziewiąty w biegu indywidualnym. Kolejne medale zdobył podczas mistrzostw świata w Pokljuce w 2021 roku. Najpierw zajął trzecie miejsce we biegu indywidualnym, za rodakiem - Sturlą Lægreidem i Niemcem Arndem Peifferem. Cztery dni później był drugi w biegu masowym, rozdzielając Lægreida i Quentina Fillona Mailleta.

## Osiągnięcia

### Mistrzostwa świata
| Rok  | Miejscowość   | Konkurencje | Konkurencje | Konkurencje | Konkurencje | Konkurencje | Konkurencje | Konkurencje |
| Rok  | Miejscowość   | IN          | SP          | PU          | MS          | RL          | MR          | SR          |
| ---- | ------------- | ----------- | ----------- | ----------- | ----------- | ----------- | ----------- | ----------- |
| 2020 | Rasen-Antholz | 9.          | 23.         | 17.         | 8.          | 2.          | –           | –           |
| 2021 | Pokljuka      | 3.          | 4.          | 11.         | –           | 2.          | –           | –           |
| 2023 | Oberhof       | 47.         | 4.          | 7.          | 11.         | –           | –           | –           |
| 2024 | Nové Město    | 30.         | 7.          | 4.          | –           | –           | –           | –           |

### Mistrzostwa świata juniorów
| Rok  | Miejscowość | Konkurencje | Konkurencje | Konkurencje | Konkurencje | Konkurencje | Konkurencje | Konkurencje |
| Rok  | Miejscowość | IN          | SP          | PU          | MS          | RL          | MR          | SR          |
| ---- | ----------- | ----------- | ----------- | ----------- | ----------- | ----------- | ----------- | ----------- |
| 2017 | Osrblie     | nd.         | 22.         | 18.         | nd.         | 2.          | nd.         | nd.         |
| 2018 | Otepää      | 13.         | 5.          | 3.          | nd.         | 2.          | nd.         | nd.         |

### Puchar Świata

#### Miejsca w klasyfikacji generalnej
| Sezon     | Miejsce |
| --------- | ------- |
| 2018/2019 | 50.     |
| 2019/2020 | 9.      |
| 2020/2021 | 5.      |
| 2021/2022 | 65.     |
| 2022/2023 | 7.      |
| 2023/2024 | 3.      |
| 2024/2025 | 25.     |

#### Miejsca na podium
| Lp. | Dzień       | Rok  | Miejscowość      | Konkurencja                | Lokata | Pudła   | Czas biegu | Strata | Zwycięzca                  |
| --- | ----------- | ---- | ---------------- | -------------------------- | ------ | ------- | ---------- | ------ | -------------------------- |
| 1.  | 11 grudnia  | 2020 | Hochfilzen       | Sprint na 10 km            | 1.     | 0+0     | 23:32,5    | –      | –                          |
| 2.  | 12 grudnia  | 2020 | Hochfilzen       | Bieg pościgowy na 12,5 km  | 3.     | 1+0+1+0 | 32:38,7    | +49,5  | Quentin Fillon Maillet     |
| 3.  | 17 grudnia  | 2020 | Hochfilzen       | Sprint na 10 km            | 2.     | 0+0     | 23:04,9    | +7,9   | Sturla Lægreid             |
| 4.  | 9 stycznia  | 2021 | Oberhof          | Bieg pościgowy na 12,5 km  | 2.     | 0+0+0+2 | 36:01,8    | +15,6  | Sturla Lægreid             |
| 5.  | 17 lutego   | 2021 | Pokljuka         | Bieg indywidualny na 20 km | 3.     | 0+1+0+0 | 49:27,6    | +40,9  | Sturla Lægreid             |
| 6.  | 21 lutego   | 2021 | Pokljuka         | Bieg masowy na 15 km       | 2.     | 0+1+1+0 | 36:27,2    | +10,2  | Sturla Lægreid             |
| 7.  | 18 grudnia  | 2022 | Le Grand-Bornand | Bieg masowy na 15 km       | 1.     | 0+0+2+0 | 35:02,2    | –      | –                          |
| 8.  | 12 marca    | 2023 | Östersund        | Bieg masowy na 15 km       | 2.     | 0+0+0+1 | 35:17,0    | +9,1   | Vetle Sjåstad Christiansen |
| 9.  | 9 grudnia   | 2023 | Hochfilzen       | Bieg pościgowy na 12,5 km  | 2.     | 2+0+1+0 | 33:05,1    | +22,6  | Johannes Thingnes Bø       |
| 10. | 17 grudnia  | 2023 | Lenzerheide      | Bieg masowy na 15 km       | 2.     | 0+0+0+1 | 35:00,1    | +14,6  | Johannes Thingnes Bø       |
| 11. | 6 stycznia  | 2024 | Oberhof          | Bieg pościgowy na 12,5 km  | 3.     | 1+0+0+0 | 33:04,2    | +36,4  | Endre Strømsheim           |
| 12. | 14 stycznia | 2024 | Ruhpolding       | Bieg pościgowy na 12,5 km  | 1.     | 0+0+2+0 | 30:38,0    | –      | –                          |
| 13. | 21 stycznia | 2024 | Rasen-Antholz    | Bieg masowy na 15 km       | 2.     | 0+0+1+1 | 35:51,4    | +10,7  | Vetle Sjåstad Christiansen |
| 14. | 17 marca    | 2024 | Canmore          | Bieg masowy na 15 km       | 2.     | 2+0+0+0 | 36:47,9    | +44,5  | Johannes Thingnes Bø       |
| 15. | 21 marca    | 2025 | Oslo             | Sprint na 10 km            | 3.     | 0+1     | 24:49,5    | +36,7  | Johannes Thingnes Bø       |